# Temporada 1956-1957 del Liceu
La temporada 1956-1957 va ser la de l'adéu als escenaris del gran ballarí i coreògraf Joan Magriñà, figura decisiva durant molts anys en les activitats coreogràfiques estables del Liceu.
| Temporada 1956-1957 del Liceu |                         |                       |                   | |           |                      |
| Òpera                         | Compositor              | Director musical      | Director d'escena | Papers principals | Producció | Dates                |
| Manon                         | Jules Massenet          | Eugene Bigot          |                   | Victòria dels Àngels, Giacinto Prandelli |           | 10 al 15 de novembre |
| La favorita                   | Gaetano Donizetti       | Carlo Felice Cillario | Pau Civil         | Rosario Gómez, Gianni Poggi, Ugo Savarese, Giuseppe Modesti, Francesca Callao, Néstor Slergi                                                                              |           | 11, 13, 17 novembre  |
| La Bohème                     | Giacomo Puccini         | Carlo Felice Cillario |                   | Victòria dels Àngels, Gianni Raimondi, Manuel Ausensi, Ornella Rovero, Giuseppe Modesti, Lluís Maria Andreu                                                               |           | novembre             |
| Tosca                         | Giacomo Puccini         | Angelo Questa         |                   | Renata Tebaldi, Flaviano Labo, Mario Zanasi |           | desembre             |
| Aida                          | Giuseppe Verdi          | Angelo Questa         |                   | Renata Tebaldi, Umberto Borsò, Rosario Gomez, Mario Zanasi, Giuseppe Modesti                                                                                              |           | desembre             |
| La traviata                   | Giuseppe Verdi          | Angelo Questa         | Augusto Cardi     | Magda Olivero, Gianni Raimondi, Manuel Ausensi |           | desembre             |
| Borís Godunov                 | Modest Mússorgski       | Laszlo Halasz         |                   | Nicola Rossi-Lemeni, Amelia Ruival, Mildred Allen, Mary Davenport, Artur Sergi, Marcello Di Giovanni, Michael Bondon, Julio Catania, Guillermo Arróniz, Maria Fàbregas    |           | 23 de desembre       |
| Goyescas                      | Enric Granados          |                       |                   | Manuel Ausensi |           |                      |
| Martha                        | Friedrich von Flotow    | Michael Gielen        |                   | Anton Dermota, Wilma Lipp, Alois Pernestorfer, Hanna Ludwig, Walter Berry                                                                                                 |           | 6 de gener           |
| Die Walküre                   | Richard Wagner          | Laszlo Halasz         |                   | Astrid Varnay, Irmgard Meining, Robert Bernauer, Tomislav Neralic, Ernst Wiemann, Mary Davenport                                                                          |           | gener                |
| Götterdämmerung               | Richard Wagner          | Laszlo Halasz         |                   | Astrid Varnay, Bernd Aldenhoff, Michael Bondon, Maya Mayska, Ernst Wiemann                                                                                                |           | gener                |
| Norma                         | Vincenzo Bellini        | Angelo Questa         |                   | Mirto Picchi, Giuseppe Modesti, Anita Cerquetti, Elena Nicolai, Milagros de Briones, Nestor Slergi                                                                        |           |                      |
| Les noces de Fígaro           | Wolfgang Amadeus Mozart | Wilhelm Loibner       | Oskar Walleck     | Eberhard Wächter, Hilde Zadek, Wilma Lipp, Walter Berry, Hanna Ludwig, Margrid von Sieben, Guillermo Arróniz, Ginés Torrano, Dídac Monjo, Ruthilde Boesch, Michael Bondon |           | 19 de gener          |